# Calliscelio niger
Calliscelio niger är en stekelart som först beskrevs av Alan Parkhurst Dodd 1913.  Calliscelio niger ingår i släktet Calliscelio och familjen Scelionidae. Inga underarter finns listade.